# Almenintensität
Die Almenintensitätsmessung stellt eine Möglichkeit zum Vergleich zweier Strahlprozesse dar. Hierzu wird die Verformung, welche der Strahlprozess in einer definierten Probe hervorruft, bestimmt. In der so gemessenen Intensität werden verschiedene Einflüsse erfasst, unter anderem Härte und Form des Strahlmittels, Auftreffwinkel, kinetische Energie des Strahlmittels,  und eventuelle Behinderungen.

## Aufbau
Ein Almen-Prüfstreifen aus Federstahl wird auf einem Prüfstreifenhalter mittels vier Schrauben fest eingespannt und für eine festgelegte Dauer oder für eine festgelegte Anzahl von Zyklen mit kugeligem Strahlmittel bestrahlt (kugelgestrahlt). Anschließend wird die Durchbiegung des Messstreifens auf einer Almenmessuhr gemessen. Dieser Vorgang wird mit unterschiedlich langen Strahlzeiten oder Zyklen wiederholt und die Messwerte werden in einer Kurve dargestellt. Der Sättigungspunkt ist definiert als die Durchbiegung, welche bei Verdopplung der Strahldauer um exakt 10 % zunimmt. An dieser Stelle wird die Almenintensität in mm Durchbiegung bestimmt und auf den verwendeten Almenstreifen bezogen (Beispiel: 0,2 mmA)
Hierzu stehen drei verschiedene Prüfstreifen zur Verfügung (N, A, C).

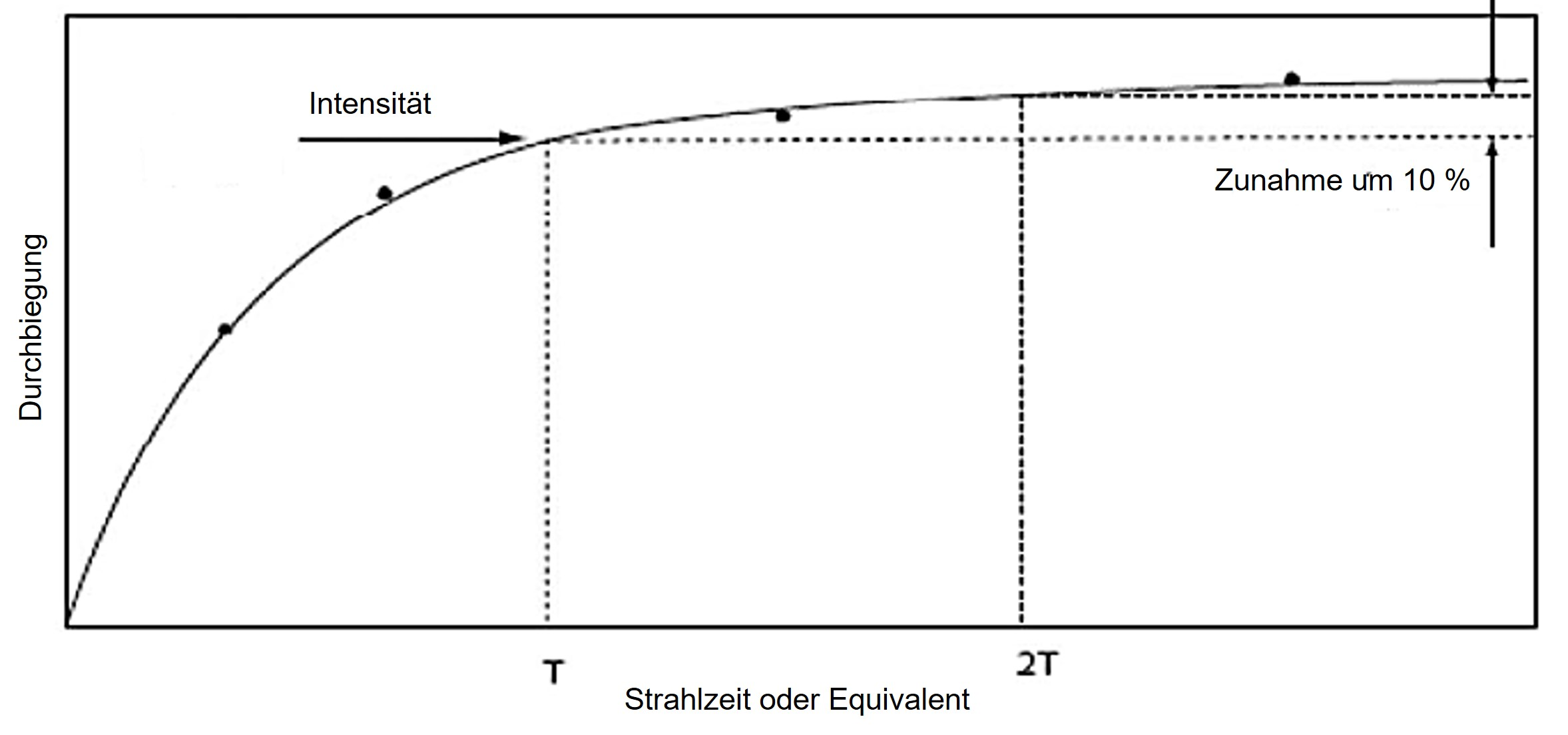
Almensättigungskurve

Dicke der Prüfstreifen: 	N= 0,79 mm
				A= 1,29 mm
				C= 2,39 mm